# Persone di cognome Lowe
| Questa pagina contiene informazioni ricavate automaticamente dalle voci biografiche con l'ausilio del template Bio e di un bot. L'aggiornamento è periodico e automatico e ricostruisce completamente la pagina. Se manca una persona in questa lista, sei pregato di non aggiungerla, ma accertati piuttosto che la sua voce biografica contenga il template Bio e che i dati anagrafici siano correttamente compilati. Se il template Bio manca, inseriscilo tu stesso o, in alternativa, metti l'avviso {{tmp\|Bio}} che ne segnala la mancanza. Se i dati riportati sono sbagliati, correggi direttamente la voce biografica; le modifiche saranno visibili in questa lista entro pochi giorni. Per chiarimenti vedi il progetto antroponimi. La lista contiene solo le 51 persone che sono citate nell'enciclopedia e per le quali è stato implementato correttamente il template Bio. Pagina aggiornata al 7 mag 2025. |

Questa è una lista di persone presenti nell'enciclopedia che hanno il cognome Lowe, suddivise per attività principale.

## Allenatori di calcio(1)
- Harry Lowe, allenatore di calcio e calciatore inglese (Whitwell, n. 1886 - † 1958)

## Alpinisti(1)
- Jeff Lowe, alpinista e imprenditore statunitense (Ogden, n. 1950 - Fort Collins, † 2018)

## Artisti(1)
- Peter Lowe, artista britannico (Londra, n. 1938 - † 2012)

## Astronomi(1)
- Andrew Lowe, astronomo canadese (Calgary, n. 1959)

## Attori(6)
- Arthur Lowe, attore britannico (Hayfield, n. 1915 - Birmingham, † 1982)
- Chad Lowe, attore, sceneggiatore e regista statunitense (Dayton, n. 1968)
- Edmund Lowe, attore statunitense (San Jose, n. 1890 - Woodland Hills, † 1971)
- John Owen Lowe, attore, sceneggiatore e produttore cinematografico statunitense (Los Angeles, n. 1995)
- Rob Lowe, attore statunitense (Charlottesville, n. 1964)
- Todd Lowe, attore statunitense (Houston, n. 1977)

## Attrici(2)
- Alice Lowe, attrice, comica e regista britannica (Coventry, n. 1977)
- Sophie Lowe, attrice britannica (Sheffield, n. 1990)

## Batteristi(1)
- Zeke Lowe, batterista e compositore statunitense (Springfield, n. 1949 - Iowa City, † 2020)

## Calciatori(7)
- Damion Lowe, calciatore giamaicano (Kingston, n. 1993)
- Eddie Lowe, calciatore e allenatore di calcio inglese (Halesowen, n. 1925 - Nottingham, † 2009)
- Jamal Lowe, calciatore inglese (Harrow, n. 1994)
- Jason Lowe, calciatore inglese (Wigan, n. 1991)
- Max Lowe, calciatore inglese (South Normanton, n. 1997)
- Onandi Lowe, ex calciatore giamaicano (Kingston, n. 1974)
- Robert Lowe, calciatore austriaco (n. 1885 - † 1928)

## Cantautori(1)
- Nick Lowe, cantautore, musicista e produttore discografico britannico (Walton-on-Thames, n. 1949)

## Cestisti(1)
- Sidney Lowe, ex cestista e allenatore di pallacanestro statunitense (Washington, n. 1960)

## Chirurghi(1)
- Percy Lowe, chirurgo e ornitologo inglese (Stamford, n. 1870 - † 1948)

## Disc jockey(1)
- Zane Lowe, disc jockey, conduttore radiofonico e conduttore televisivo neozelandese (Auckland, n. 1973)

## Doppiatori(1)
- George Lowe, doppiatore e comico statunitense (Dunedin, n. 1957 - Lakeland, † 2025)

## Filosofi(1)
- Edward Jonathan Lowe, filosofo britannico (Dover, n. 1950 - † 2014)

## Generali(1)
- Hudson Lowe, generale britannico (Galway, n. 1769 - Londra, † 1844)

## Giocatori di football americano(2)
- Paul Lowe, giocatore di football americano statunitense (Homer, n. 1935)
- Vederian Lowe, giocatore di football americano statunitense (Rockford, n. 1999)

## Informatici(1)
- Al Lowe, informatico e musicista statunitense (Chesterfield, n. 1946)

## Ingegneri(1)
- Paddy Lowe, ingegnere britannico (Nairobi, n. 1962)

## Mezzofondisti(1)
- Douglas Lowe, mezzofondista britannico (Manchester, n. 1902 - Cranbrook, † 1981)

## Modelle(2)
- Daisy Lowe, modella britannica (Londra, n. 1989)
- Crystal Lowe, modella e attrice canadese (Vancouver, n. 1981)

## Navigatori(1)
- Harold Lowe, marinaio britannico (Llanrhos, n. 1882 - Deganwy, † 1944)

## Nuotatori(1)
- David Lowe, ex nuotatore britannico (Beckenham, n. 1960)

## Nuotatrici(1)
- Jemma Lowe, ex nuotatrice britannica (Hartlepool, n. 1990)

## Paleografi(1)
- Elias Avery Lowe, paleografo lituano (Kalvarija, n. 1879 - † 1969)

## Pallavoliste(1)
- Karsta Lowe, pallavolista statunitense (San Diego, n. 1993)

## Pianisti(1)
- John Lowe, pianista britannico (Liverpool, n. 1942 - Liverpool, † 2024)

## Politiche(1)
- Rohey Malick Lowe, politica gambiana (Banjul, n. 1971)

## Produttori cinematografici(1)
- Andrew Lowe, produttore cinematografico irlandese (n. 1968)

## Rugbisti a 15(1)
- James Lowe, rugbista a 15 neozelandese (Nelson, n. 1992)

## Scrittrici(2)
- Emily Lowe, scrittrice britannica (Torquay, † 1882)
- Hannah Lowe, scrittrice e poetessa britannica (Ilford, n. 1976)

## Tastieristi(1)
- Chris Lowe, tastierista britannico (Blackpool, n. 1959)

## Tennisti(2)
- Arthur Lowe, tennista britannico (Edgbaston, n. 1886 - Londra, † 1958)
- Gordon Lowe, tennista britannico (Edgbaston, n. 1884 - Londra, † 1972)

## Tenori(1)
- Thomas Lowe, tenore e attore teatrale inglese (Londra, n. 1719 - Londra, † 1783)

## Tiratori a segno(1)
- Daniel Lowe, tiratore a segno statunitense (Olympia, n. 1992)

## Vescovi cattolici(1)
- Stephen Marmion Lowe, vescovo cattolico neozelandese (Hokitika, n. 1962)